# Malajhonungsvisare
Malajhonungsvisare (Indicator archipelagicus) är en fågel i familjen honungsvisare inom ordningen hackspettartade fåglar.

## Utseende och läte
Malajhonungsvisaren påminner något om en stor sparv, men med större kropp och mindre huvud. Fjäderdräkten är olivbrun ovan, undertill ljusare, med en tvåfärgad näbb. Hanen har gulkantade vingar, vilket honan saknar. Hanens öga är vidare blodrött, honans mattare brunaktigt. Bland lätena hörs nasala ”nyeh!” liksom en udda raspig drill.

## Utbredning och systematik
Fågeln förekommer i södra Thailand och näraliggande Myanmar samt på Malackahalvön, Sumatra och Borneo. Den behandlas som monotypisk, det vill säga att den inte delas in i några underarter.

## Levnadssätt
Malajhonungsvisare är en ovanlig och anspråkslös fågel som hittas i skogsområden i lågland och lägre bergstrakter. Den födosöker vid bikolonier där den äter bivax.

## Status och hot
Malajhonungsvisaren är sällsynt och dåligt känd. Den tros minska relativt kraftigt till följd av skogsavverkningar. Internationella naturvårdsunionen IUCN listar arten som nära hotad (LC).